# Marta Švédská
Marta Švédská (švédsky: Märtha Sofia Lovisa Dagmar Thyra, 28. března 1901, Stockholm – 5. dubna 1954, Oslo) byla jako manželka norského prince Olafa V. norská korunní princezna až do její smrti v roce 1954. Protože se Olaf stal králem až v roce 1957, Marta se nikdy nestala norskou královnou. Její syn Harald V. je současným norským králem. Princezna Marta byla také starší sestrou belgické královny Astrid a tetou lucemburské velkovévodkyně Josefíny Šarloty a belgických králů Baudouina a Alberta II. z matčiny strany.
V roce 1940 se korunní princezna Marta a její rodina ocitli v druhé světové válce, když Německo napadlo Norsko. Po útěku do svého rodného Švédska a následné evakuaci do Ameriky prezidentem Franklinem D. Rooseveltem se účinně zasazovala o Norsko a až do konce války se věnovala fundraisingu. V roce 1942 ji norský král Haakon VII., Martin tchán, vyznamenal velkokřížem norského královského řádu svatého Olafa.

## Původ, mládí
Marta se narodila 28. března 1901 v domě svých rodičů Arvfurstens Palats ve Stockholmu jako druhé dítě švédského prince Karla, vévody z Västergötlandu, a jeho manželky, dánské princezny Ingeborg. Její otec byl mladším bratrem švédského krále Gustava V., takže byla dvojnásobnou sestřenicí současného švédského krále z prvního kolena, a její matka byla mladší sestrou dánského krále Kristiána X. a norského krále Haakona VII.

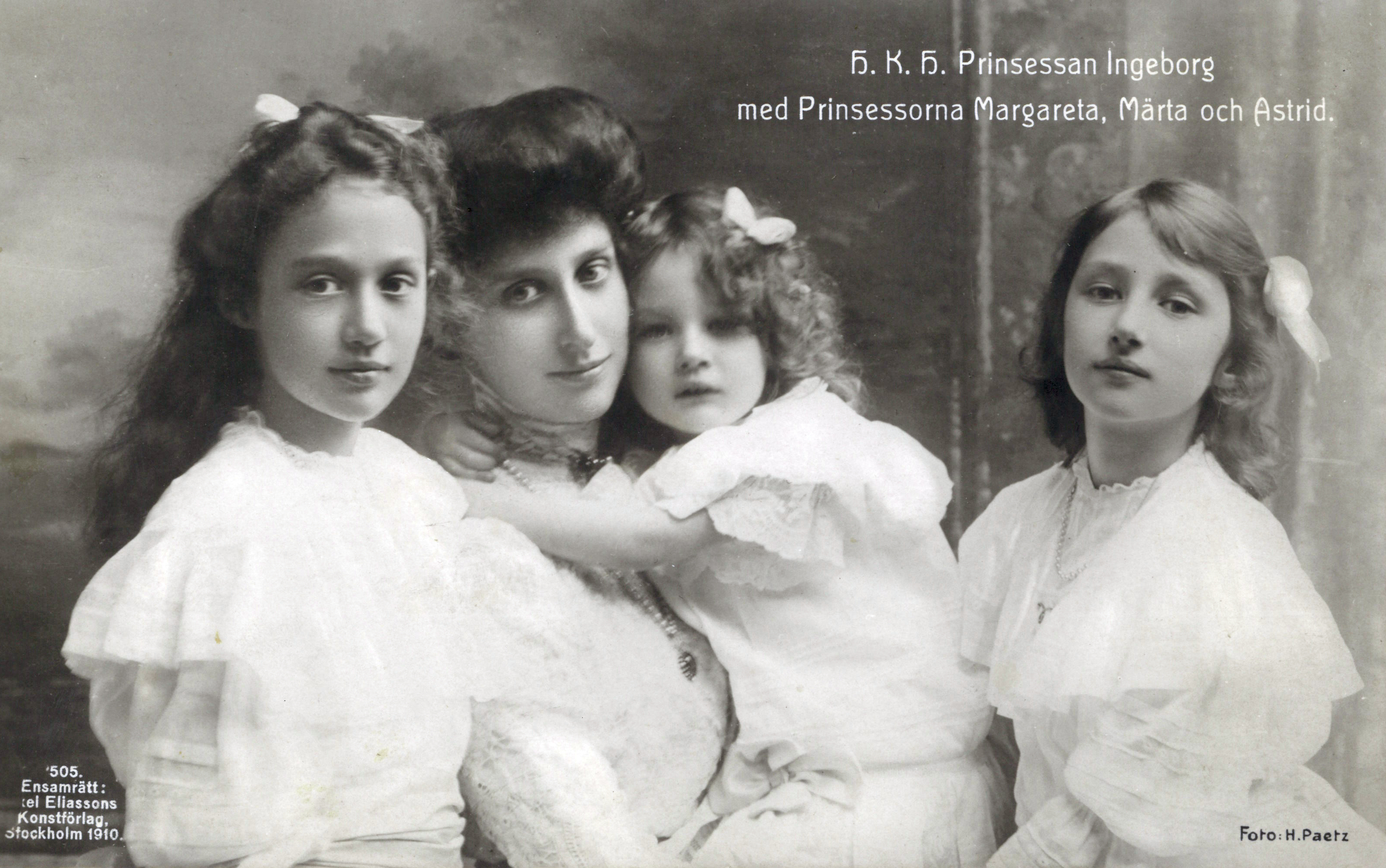
Princezna Marta (vpravo) se svou matkou a sestrami, 1910

Marta měla starší sestru, dánskou princeznu Markétu, mladší sestru, belgickou královnu Astrid, a mladšího bratra, prince Karla Bernadotta. Marta vyrostla v mnohem sebevědomější a společenskou dceru, než byly její sestry, a tak ji matka nejvíce obdivovala.
V dětství se Marta učila doma u soukromých učitelů a absolvovala důkladné kurzy péče o děti a první pomoci. Spolu se svými sestrami byla občas viděna, jak nakupuje bez doprovodu v ulicích Stockholmu.

## Manželství

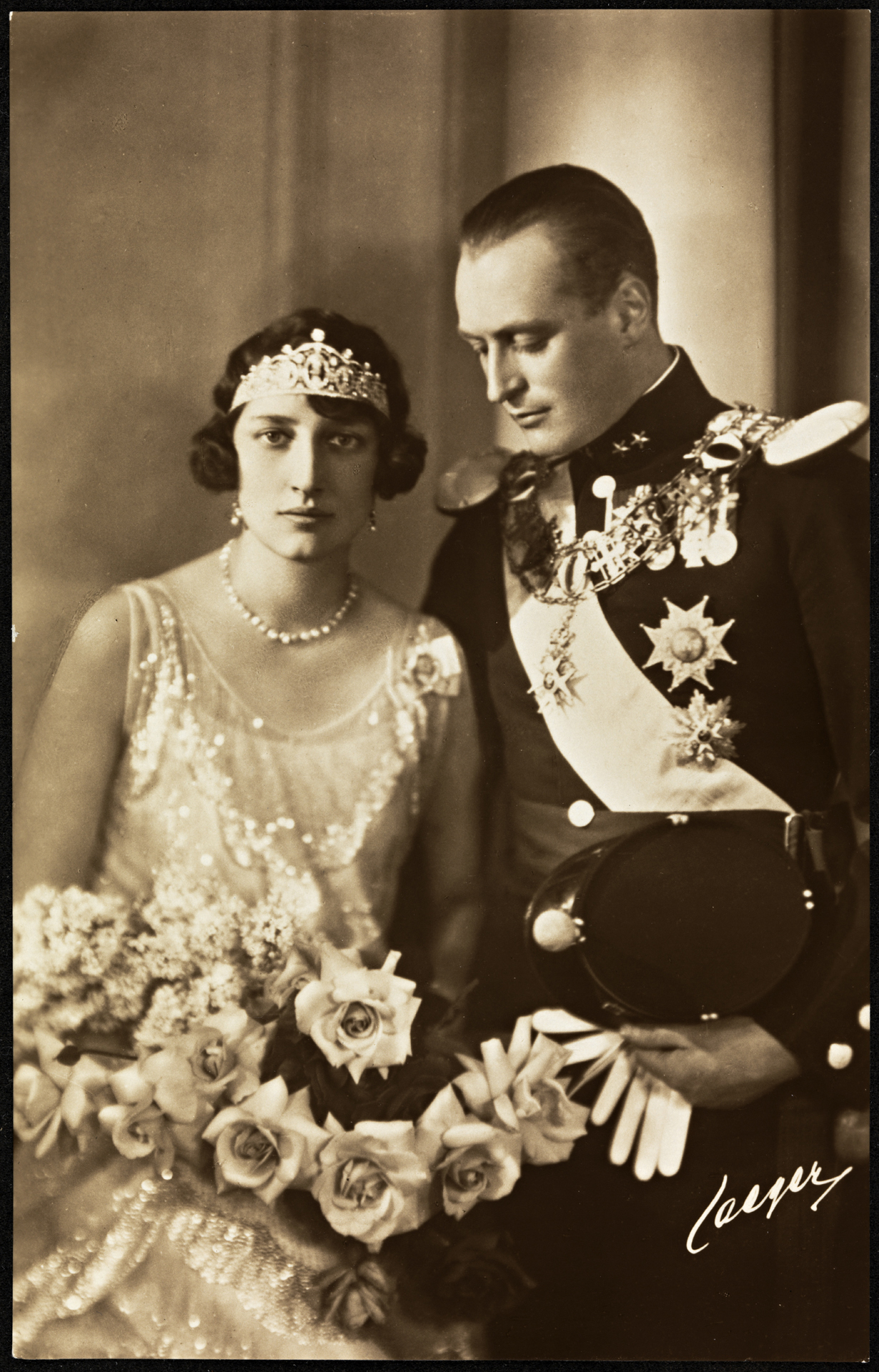
Princezna Marta Švédská se svým manželem norským korunním princem Olafem, 1929

Během letních olympijských her v Amsterdamu v roce 1928 se švédská princezna Marta zasnoubila se svým bratrancem, princem Olafem, jediným synem a dědicem svého strýce norského krále a vnukem svého dědečka, dánského krále Frederika VIII. Zpráva o zasnoubení byla přijata velmi příznivě: byla brána jako znamení, že po rozpadu unie mezi Norskem a Švédskem již neexistuje žádné napětí. Z hlediska upevnění královských vazeb šlo o vynikající sňatek, který byl také jednoznačně založen na lásce. Původně se očekávalo, že si Olafa vezme její mladší sestra Astrid, která byla o dva roky mladší než Olav, zatímco Marta byla o dva roky starší. Astrid byla také považována za krásnější, ale místo toho se provdala za budoucího belgického krále Leopolda III.
Po ročním zasnoubení se 21. března 1929 v katedrále v Oslu provdala za korunního prince Olava. Martina svatba byla první královskou svatbou v Norsku po 340 letech. Všeobecně se má za to, že manželství bylo úspěšné zejména díky jejich upřímné vzájemné lásce. Narodily se jim tři děti:
- Ragnhild Alexandra (9. června 1930 – 16. září 2012) ⚭ 1953 Erling Lorentzen (28. ledna 1923 – 9. března 2021), průmyslník a majitel manufaktur
- Astrid (* 12. února 1932) ⚭ 1961 Johan Ferner (22. července 1927 – 24. ledna 2015)
- Harald (* 21. února 1937), od roku 1991 norský král, ⚭ 1968 Sonja Haraldsen (* 4. července 1937)

## Norská korunní princezna

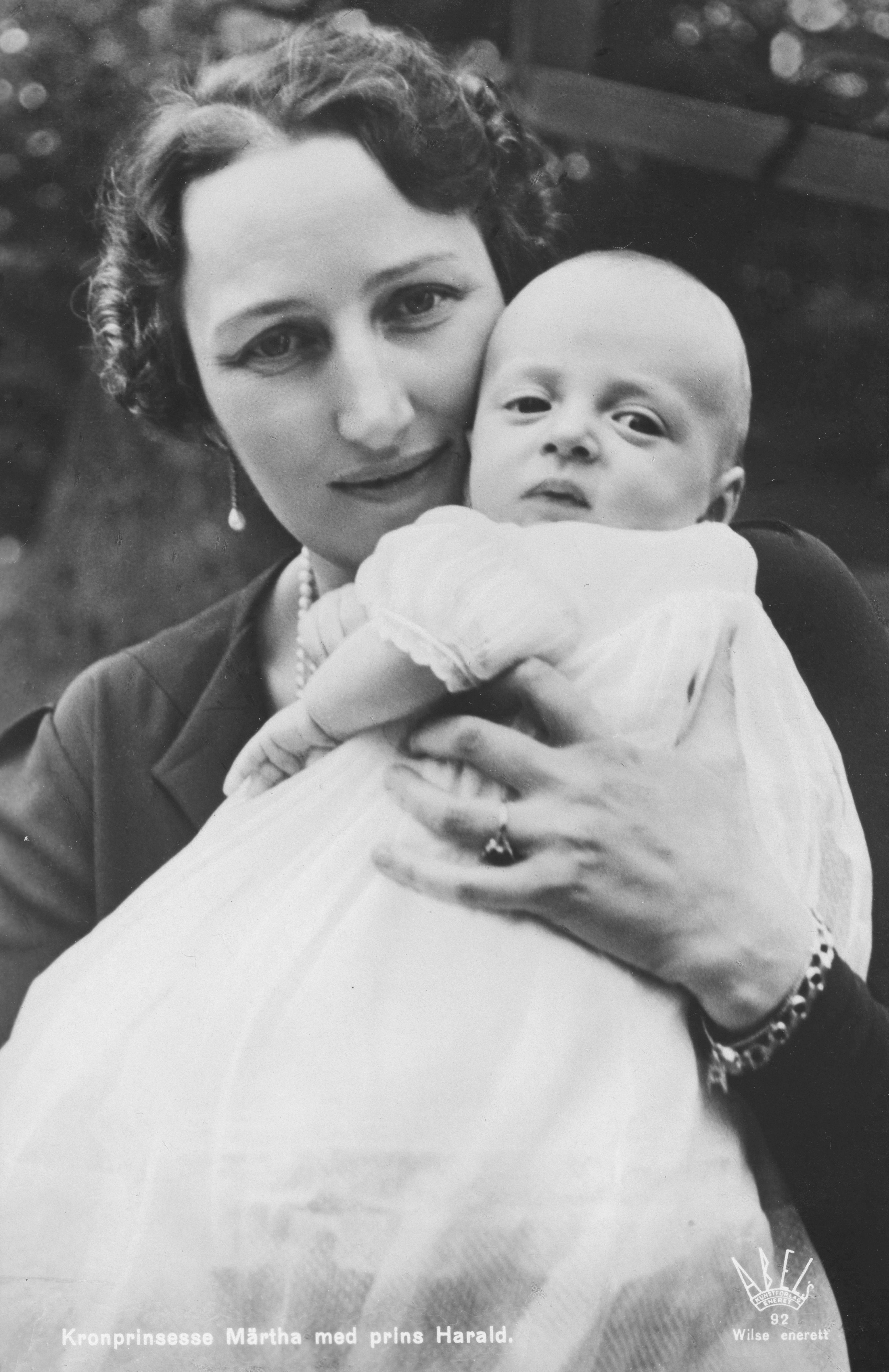
Korunní princezna Marta se svým jediným synem princem Haraldem, 1937

Korunní princezna Marta se brzy stala oblíbenou a respektovanou členkou královské rodiny, později přijala řadu oficiálních závazků a také pronesla mnoho projevů, což bylo v té době pro královské ženy neobvyklé.
Korunní princ Olaf a korunní princezna Marta sídlili na venkovském sídle Skaugum, které jim jako svatební dar věnoval baron Fritz Wedel Jarlsberg. Když byl hlavní dům ve Skaugumu v roce 1930 zničen požárem, korunní princezna se aktivně podílela na jeho obnově.
Tragédie postihla korunní princeznu Martu v roce 1935, kdy její sestra, belgická královna, zahynula při autonehodě; obě sestry si byly velmi blízké. Později král Olaf řekl, že jeho ženě trvalo více než deset let, než se se sestřinou smrtí vyrovnala, a nemyslí si, že by se s tím někdy skutečně vyrovnala. Stala se - spolu se svou starší sestrou Markétou - velkou oporou sestřiných dětí v Belgii.
V roce 1939, krátce před vypuknutím druhé světové války, navštívili korunní princ a princezna Spojené státy. Pár se spřátelil s prezidentem Franklinem Rooseveltem a jeho ženou Eleanor. Během této návštěvy královský pár podnikl rozsáhlou cestu po horním středozápadě, kde se usadilo mnoho norských přistěhovalců. Během cesty po USA byla korunní princezna Marta spolu se svou dvorní dámou Ragni Østgaardovou zasvěcena do sesterského spolku Delta Zeta, který na univerzitě v Severní Dakotě založila národní prezidentka Delta Zeta Myrtle Graeter Malottová.
V roce 1938 se po smrti své tchyně, královny Maud, stala korunní princezna Marta nejvýše postavenou dámou norského královského dvora.

### Druhá světová válka
Korunní princezna Marta významně přispěla k mobilizaci Norska k sebeobraně veřejným prohlášením z 26. ledna 1940, kdy vyzvala norské ženy, aby se zapojily do mobilizačních prací. Během útěku před německou invazí ve dnech 9.-10. dubna 1940 norská vláda rozhodla, že korunní princezna a její děti mají uprchnout přes hranice do rodného Švédska, zatímco její manžel a tchán zůstanou. Po příjezdu na švédské hranice jim byl nejprve odepřen vstup, protože se nemohli prokázat pasy; poté dala pokyn svému řidiči, aby proběhl hraniční branou, a tím získala vstup do rodného Švédska.
Ve Švédsku se nejprve ubytovala v turistickém hotelu v Sälenu a poté odcestovala do Stockholmu, kde žili její rodiče a příbuzní. Její přítomnost ve Švédsku se stala problematickou, neboť někteří se domnívali, že její přítomnost ohrožuje neutralitu Švédska. Prezident Roosevelt jí proto nabídl osobní pozvání do Spojených států. Její strýc, švédský král Gustav V., telegrafoval jejímu tchánovi králi Haakonovi a cestu nedoporučoval, ale Marta trvala na přijetí pozvání. Roosevelt pro ni do tehdejšího finského přístavního města Petsamo vyslal americký armádní transportér American Legion. V USA se zpočátku i se svými dětmi ubytovala v Bílém domě. Korunní princ Olaf však doprovázel svého otce do Spojeného království s norskou exilovou vládou. Norský královský pár tak byl stejně jako mnoho dalších párů v té době po většinu války oddělen.
V srpnu 1941 cestovala korunní princezna Marta s prezidentem Rooseveltem na palubě prezidentské jachty USS Potomac a plula na Newfoundland a na setkání s Winstonem Churchillem v rámci Atlantické charty.

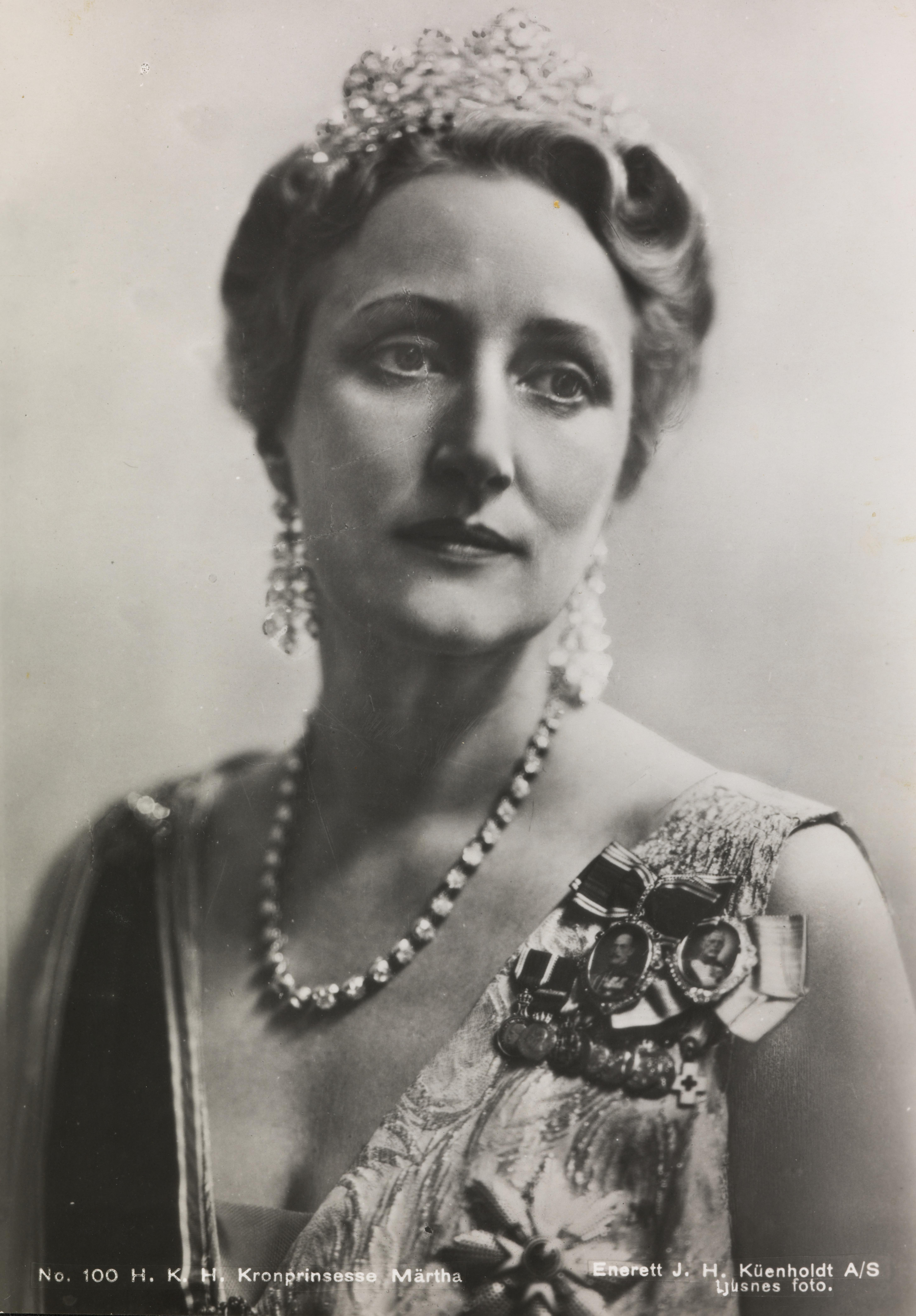
Norská korunní princezna Marta, 40. léta 20. století

Přátelství, které korunní princ a korunní princezna s Rooseveltovými navázali, se během válečných let dále rozvíjelo. V roce 1942 darovaly USA norským exilovým silám stíhač ponorek HNoMS King Haakon VII. Tuto loď spustila na vodu korunní princezna Marta, když přednesla projev na podporu norského osvobození. Její práce na pomoc americkému Červenému kříži a ve prospěch norských zájmů na Roosevelta velmi zapůsobila a ovlivnila jeho projev „Podívejte se na Norsko“ v roce 1942. Romanopisec a esejista Gore Vidal později tvrdil, že korunní princezna Marta byla Rooseveltovou „poslední láskou." Rooseveltův syn James prohlásil, že „není pochyb o tom, že Martha byla během války důležitou postavou v otcově životě... existuje reálná možnost, že mezi prezidentem a princeznou vznikl skutečný romantický vztah.“
V roce 1942, během oslav narozenin svého tchána v Londýně, byla Marta z jeho rukou jmenována velkokřížem norského Královského řádu svatého Olafa s tím, že její jmenování do řádu „není proto, že jste korunní princezna, ale proto, že jste si to zasloužila."

### Poválečná léta
Když se po válce v roce 1945 vrátila do Norska, byla princezna Marta přivítána jako hrdinka a byla nazývána „matkou národa“. Plně se ujala své role norské korunní princezny a vynaložila obrovské úsilí na zajištění stability a blahobytu všech Norů.
Se zhoršujícím se zdravotním stavem krále Haakona přijímali korunní princ a korunní princezna stále více oficiálních závazků. Korunní princezna se zapojila do mnoha oficiálních úkolů a v letech 1946 a 1950 dokonce pronesla každoroční novoroční projevy. 
Po válce trpěla korunní princezna Marta špatným zdravotním stavem.

## Smrt
Po dlouhém období špatného zdravotního stavu zemřela Marta 5. dubna 1954 v nemocnici v Oslu a byla pohřbena na hradě Akershus. Její smrt bývá často připisována rakovině nebo hepatitidě.
Její smrt přišla v době, kdy její starší dcera princezna Ragnhild čekala své první dítě, a jen něco málo přes tři roky před nástupem jejího manžela na trůn jako krále.

## Tituly, oslovení a znak
- 28. března 1901 – 7. června 1905: Její Královská Výsost princezna Marta Švédská a Norská
- 7. června 1905 – 21. března 1929: Její Královská Výsost princezna Marta Švédská
- 21. března 1929 – 5. dubna 1954: Její Královská Výsost Marta, norská korunní princezna

| Znak Marty jako norské korunní princezny |

## Původ
|               |                                 |  |                             |                                    |  |  |  |  |  |  |  | Karel XIV. |
|               |                                 |  |                             |                                    |  |  |  |  |  |  |  |            |
|               | Oskar I.                        |  |                             |                                    |  |  |  |  |  |  |  |            |
|               |                                 |  |                             |                                    |  |  |  |  |  |  |  |            |
|               |                                 |  |                             | Désirée Clary                      |  |  |  |  |  |  |  |            |
|               |                                 |  |                             |                                    |  |  |  |  |  |  |  |            |
|               | Oskar II.                       |  |                             |                                    |  |  |  |  |  |  |  |            |
|               |                                 |  |                             |                                    |  |  |  |  |  |  |  |            |
|               |                                 |  |                             | Evžen de Beauharnais               |  |  |  |  |  |  |  |            |
|               |                                 |  |                             |                                    |  |  |  |  |  |  |  |            |
|               | Joséphine de Beauharnais mladší |  |                             |                                    |  |  |  |  |  |  |  |            |
|               |                                 |  |                             |                                    |  |  |  |  |  |  |  |            |
|               |                                 |  |                             | Augusta Bavorská                   |  |  |  |  |  |  |  |            |
|               |                                 |  |                             |                                    |  |  |  |  |  |  |  |            |
|               | Karel Švédský                   |  |                             |                                    |  |  |  |  |  |  |  |            |
|               |                                 |  |                             |                                    |  |  |  |  |  |  |  |            |
|               |                                 |  |                             | Fridrich Vilém Nasavsko-Weilburský |  |  |  |  |  |  |  |            |
|               |                                 |  |                             |                                    |  |  |  |  |  |  |  |            |
|               | Vilém Nasavský                  |  |                             |                                    |  |  |  |  |  |  |  |            |
|               |                                 |  |                             |                                    |  |  |  |  |  |  |  |            |
|               |                                 |  |                             | Luisa Isabela z Kirchbergu         |  |  |  |  |  |  |  |            |
|               |                                 |  |                             |                                    |  |  |  |  |  |  |  |            |
|               | Žofie Nasavská                  |  |                             |                                    |  |  |  |  |  |  |  |            |
|               |                                 |  |                             |                                    |  |  |  |  |  |  |  |            |
|               |                                 |  |                             | Pavel Württemberský                |  |  |  |  |  |  |  |            |
|               |                                 |  |                             |                                    |  |  |  |  |  |  |  |            |
|               | Pavlína Württemberská           |  |                             |                                    |  |  |  |  |  |  |  |            |
|               |                                 |  |                             |                                    |  |  |  |  |  |  |  |            |
|               |                                 |  |                             | Šarlota Sasko-Hildburghausenská    |  |  |  |  |  |  |  |            |
|               |                                 |  |                             |                                    |  |  |  |  |  |  |  |            |
| Marta Švédská |                                 |  |                             |                                    |  |  |  |  |  |  |  |            |
|               |                                 |  |                             |                                    |  |  |  |  |  |  |  |            |
|               |                                 |  | Fridrich Vilém Glücksburský |                                    |  |  |  |  |  |  |  |            |
|               |                                 |  |                             |                                    |  |  |  |  |  |  |  |            |
|               | Kristián IX.                    |  |                             |                                    |  |  |  |  |  |  |  |            |
|               |                                 |  |                             |                                    |  |  |  |  |  |  |  |            |
|               |                                 |  |                             | Luisa Karolina Hesensko-Kasselská  |  |  |  |  |  |  |  |            |
|               |                                 |  |                             |                                    |  |  |  |  |  |  |  |            |
|               | Frederik VIII.                  |  |                             |                                    |  |  |  |  |  |  |  |            |
|               |                                 |  |                             |                                    |  |  |  |  |  |  |  |            |
|               |                                 |  |                             | Vilém Hesensko-Kasselský           |  |  |  |  |  |  |  |            |
|               |                                 |  |                             |                                    |  |  |  |  |  |  |  |            |
|               | Luisa Hesensko-Kasselská        |  |                             |                                    |  |  |  |  |  |  |  |            |
|               |                                 |  |                             |                                    |  |  |  |  |  |  |  |            |
|               |                                 |  |                             | Luisa Šarlota Dánská               |  |  |  |  |  |  |  |            |
|               |                                 |  |                             |                                    |  |  |  |  |  |  |  |            |
|               | Ingeborg Dánská                 |  |                             |                                    |  |  |  |  |  |  |  |            |
|               |                                 |  |                             |                                    |  |  |  |  |  |  |  |            |
|               |                                 |  |                             | Oskar I.                           |  |  |  |  |  |  |  |            |
|               |                                 |  |                             |                                    |  |  |  |  |  |  |  |            |
|               | Karel XV.                       |  |                             |                                    |  |  |  |  |  |  |  |            |
|               |                                 |  |                             |                                    |  |  |  |  |  |  |  |            |
|               |                                 |  |                             | Joséphine de Beauharnais mladší    |  |  |  |  |  |  |  |            |
|               |                                 |  |                             |                                    |  |  |  |  |  |  |  |            |
|               | Luisa Švédská                   |  |                             |                                    |  |  |  |  |  |  |  |            |
|               |                                 |  |                             |                                    |  |  |  |  |  |  |  |            |
|               |                                 |  |                             | Frederik Nizozemský                |  |  |  |  |  |  |  |            |
|               |                                 |  |                             |                                    |  |  |  |  |  |  |  |            |
|               | Luisa Oranžsko-Nasavská         |  |                             |                                    |  |  |  |  |  |  |  |            |
|               |                                 |  |                             |                                    |  |  |  |  |  |  |  |            |
|               |                                 |  |                             | Luisa Pruská                       |  |  |  |  |  |  |  |            |
|               |                                 |  |                             |                                    |  |  |  |  |  |  |  |            |